# Cygnus CRS Orb-1
Cygnus CRS Orb-1 — другий політ безпілотного космічного корабля Cygnus з метою поповнення запасів МКС за програмою Commercial Resupply Services, його другий політ на Міжнародну космічну станцію і третій запуск ракети космічного призначення Antares.

## Політ
9 січня 2014 року в 18:07:05 UTC з майданчика LP-0A Середньо-Атлантичного регіонального космопорту на о. Воллопс, шт. Вірджинія, США, стартовими командами компанії Orbital Sciences Corporation здійснено пуск ракети-носія Antares з вантажним кораблем Cygnus (Orb-1).
У 18:16:59 UTC корабель успішно відокремився від останнього ступеня ракети-носія і вийшов на цільову навколоземну орбіту.
Корабель Cygnus має власне ім'я C. Gordon Fullerton, на честь помер минулого року американського астронавта C. Gordon Fullerton. Його прибуття на МКС заплановано на 12 січня.

## Місія
Запущений вантажний корабель Cygnus доставить на борт МКС різні вантажі, необхідні для продовження робіт на станції, з загальною масою 1261 кілограм.
Крім того, на борту знаходиться 33 невеликих супутники, які в майбутньому будуть виведені на навколоземну орбіту через шлюзову камеру японського модуля Kibo.
- КА Flock-1.1… 1.28 належать американській компанії Planet Labs (колишня Cosmogia Inc.). Вага кожного з них 3 кг. Основне призначення — відпрацювання перспективних космічних технологій.
- КА ArduSat-2 [Arduino Satellite] створений американською компанією NanoSatisfi Inc. і призначений для відпрацювання перспективних технологій, а також реалізації освітніх програм. Його маса 2 кг.
- КА LituanicaSAT-1 — перший литовський штучний супутник Землі. Його створили студенти Каунаського технологічного університету. Маса — 1 кг.
- LitSat-1 виготовлений під егідою Федерації космонавтики Литви. Його маса 1 кг.
- КА SkyCube масою 2 кг належить американській компанії SkyCube. Призначений для вирішення технологічних та освітніх завдань.
- КА UAPSat-1 [Universidad Alas Peruanas Satellite-1] створений студентами різних університетів Перу, що входять до Перуанського союзу університетів. Його маса — 1 кг.